# Телур самородний
Телур самородний — самородний елемент. Інша назва — сильван самородний — за старою назвою телуру — сильван (відлат. silvanium — телур).

## Опис
Склад — телур з невеликими домішками Se, Au, Ag, Fe. Сингонія тригональна. Тригонально-трапецоедричний вид. Утворює дрібні призматичні кристали, а також дрібнозернисті або масивні, інколи стовпчасті, аґреґати. Спайність досконала призматична. Густина 6,1-6,3. Тв. 2,0-3,0. Колір олов'яно-білий. Риса сіра. Блиск скляний. Крихкий. Непрозорий. У тонких уламках просвічує червоним кольором. Анізотропний. Дуже рідкісний. Зустрічається в гідротермальних родов. разом з самородним золотом, телуридами золота та срібла, піритом, ґаленітом, кварцом, сильванітом.

## Знахідки
Фата-Баі, Златна Руда, Бая-де-Ар'єш (Румунія), Кріпл-Крік (шт. Колорадо) та окр. Калаверас (шт. Каліфорнія) — США, Сонора (Мексика), о-ви Фіджі. В Україні знайдений на Поділлі. Назва — від латинського tellur — «Земля» (M. von Reichenstein, 1782).